# مجموعة بيرغن للغة المراهقين في لندن
مجموعة بيرغن للغة المراهقين في لندن (اختصارًا COLT) هي مجموعة بيانات لغوية للغة الإنجليزية المنطوقة، تم تجميعها في عام 1993 من المحادثات المسجلة والمنسوخة التي أجراها المراهقون الذين تتراوح أعمارهم بين 13 و17 عامًا في المدارس في جميع أنحاء لندن، إنجلترا.
تضمن هذه المجموعة عينات موسومة نحويًا باستخدام مجموعة علامات CLAWS 6، وهي جزء من المشاريع البحثية التابعة لجامعة بيرغن في النرويج.

## البحث الناتج
وقد ظهر التحليل اللغوي القائم على COLT في كتاب «Trends in Teenage Talk» والمقالات الصحفية اللاحقة، بما في ذلك، على سبيل المثال، تتبع العمل innit،cos ، معدِّلات الدرجة، الموسِّعات، استخدام الكلمات المحظورة، والنفي.